# Flaga Sudanu
Flaga Sudanu − prostokąt o proporcjach 1:2 podzielony na trzy poziome pasy (czerwony, biały i czarny) z zielonym trójkątem z lewej strony. Wzór flagi Sudanu został przyjęty 20 maja 1970 roku.

Flaga Anglo-Egipskiego Sudanu
Flaga brytyjskiego gubernatora generalnego
Flaga Sudanu z lat 1956–1970
Bandera marynarki z lat 1956–1970
Bandera Sudańskiej Służby Celnej z lat 1956–1970
Sztandar prezydenta Demokratycznej Republiki Sudanu z lat 1970–1985
Bandera marynarki
Bandera Sudańskiej Służby Celnej